# Euphyia officiosa
Euphyia officiosa är en fjärilsart som beskrevs av Edward Meyrick 1910. Euphyia officiosa ingår i släktet Euphyia och familjen mätare. Inga underarter finns listade i Catalogue of Life.